# Escuela de Turismo de la Universidad Autónoma de Sinaloa
La escuela de Turismo de la Universidad Autónoma de Sinaloa fue fundada en 1992 en la Ciudad de Mazatlán, Sinaloa. Proyecto a cargo del M.C. Renato Palacios Velarde, quien fue su director fundador. Se inicia clases en aulas de la escuela de contabilidad y administración, se traslada a la preparatoria Rubén Jaramillo y posteriormente siendo rector el M.C. Rubén Rocha Moya se inaugura el edificio en donde actualmente se toman clases, siendo Rector IBQ. Gómer Monarrez González se adhiere un segundo edificio. A la fecha han sido 18 las generaciones que han egresado.

## Maestros Fundadores
1. Renato Palacios Velarde
2. Luis Roberto Aguayo Hernández
3. Ramón Hugo González
4. Luis Alonso Gamboa Aramburo
5. Arturo Santamaría Gómez
6. Adriana Barbosa Jasso

## Directores
1. Renato Palacios Velarde (1992 - 1997)
2. Jesús Humberto Aragón Sarmiento (1997 - 2000)
3. Yuriria Jazmín Tonanzi Santoyo Parroquín Razo (2000 - 2003)
4. Silvia Aguilar Macías (2003 - 2006)
5. Ana Luisa Osuna Lizárraga (2006 - 2009)
6. Benito Millán Sánchez (2009 - 2012))
7. Bernabé Jiménez Espíndola - Encargado de Dirección (2012)
8. Silvia Aguilar Macías (2012 - 2015)
9. Bertha Elena Felix Colado (2015 - 2021)

- Datos: Q5839293